# Anthony Gerrard
Anthony Gerrard (født 6. juli 1986 i Liverpool, England) er en irsk fodboldspiller, der spiller for Oldham Athletic, hvortil han er på lån fra Huddersfield Town.